# Edgar Basel
Edgar Basel (* 1. November 1930 in Mannheim; † 7. September 1977 ebenda) war ein deutscher Fliegengewichtsboxer.

## Amateur
Basel trat für den AC 92 Weinheim und den SV Waldhof Mannheim (ab 1953) in den Ring. Sein Debüt gab der 1,59 Meter große Boxer im August 1947. Basel war fünfmaliger deutscher Meister im Fliegengewicht (1951, 1952, 1954–1956). Bei den Olympischen Spielen 1952 in Helsinki gewann er in dieser Gewichtsklasse die Silbermedaille, er unterlag dort im Finale dem US-Amerikaner Nathan Brooks. Im Jahr 1955 siegte er bei der Europameisterschaft in Berlin. Basel wurde auch für die Olympischen Spiele 1956 in Melbourne nominiert, scheiterte dort allerdings schon im ersten Kampf am Vertreter der Sowjetunion Wladimir Stolnikow.
Am 2. August 1952 erhielt er das Silberne Lorbeerblatt.

## Profi
1957 wurde er Profi. Als Techniker wurden seine Kämpfe oft nach Punkten entschieden. Im Mai 1958 erkämpfte er sich den vakanten Titel des deutschen Bantamgewichtsmeisters gegen den Bochumer Alfred Schweer. Beim Kampf um den Federgewichtstitel scheiterte er 1961 an Willy Quatuor aus Dortmund durch technischen K. o. Fast genau ein Jahr später forderte Basel wiederum Quatour heraus. Und auch diesmal unterlag er ihm durch technischen K. o. Sein letzter Kampf am 24. November 1961 sollte ihm den erneuten Titel des deutschen Bantamgewichtsmeisters bescheren, doch sein Gegner Klaus Jager (Frankfurt am Main) gewann durch technischen K. o. in der siebten Runde. Anschließend beendete er nach nur vier Jahren in den Profiringen seine Karriere.

## Beruf
Nach seinem letzten Kampf arbeitete Basel als kaufmännischer Angestellter in einer Mannheimer Pharma-Fabrik, war Tankstellenbetreiber in Karlsruhe und danach bis zu seinem frühen Tod war er Platzwart in der Mannheimer Stadtverwaltung.